# نعمة الله الحاج
نعمة الله الحاج (1896 - 1978) هو شاعر لبناني من شعراء المهجر. ولد نعمة الحاج في قرية غرزوز بلبنان من عائلة اشتهر بعض أفرادها بنظم الشعر والزجل. والده أسعد الحاج ووالدته كاترين يزبك.

## نشأته
تلقى دراسته الابتدائية في مدرسة القرية ثم درس على نفسه. هاجر إلى أمريكا عام 1904 وهو في الخامسة عشرة من عمره.

## شعره
في أمريكا أخذ يتصل بالأدباء والشعراء المهاجرين وبخاصة أدباء الرابطة القلمية. وعندما قدم الأديب الفلسطيني خليل السكاكيني (1878-1953) تعرف اليه وأخذ يتلقى دروساً بالعربية على يده حتى تمكن من اللغة، وكان يعرض قصائده على أصدقائه الأدباء والشعراء ليصححوا له الخطأ وفي عام 1921 طبع ديوانه الأول في مطبعة جريدة الهدى لصاحبها نعوم مكرزل (1861-1934) في نيويورك بعنوان ديوان نعمه الحاج الجزء الأول. وكتب مقدمته الشاعر ايليا أبو ماضي (1889-1957). كان ينشر قصائده الجديدة في الصحف والمجلات المهجرية، وأصدر ديوانه الثاني في بيروت عام 1960 بعنوان (من نافذة الخيال). عمل في التجارة متجولاً مدة طويلة في نيويورك وتكساس وفي عام 1953 أنشأ دكاناً للسمانة في كارولينا الجنوبية. وعندما هاجر أحمد زكي أبو شادي (1892-1955) إلى نيويورك في 14 أبريل 1946 تأسست هناك رابطة أدبية باسم رابطة منيرفا وانتخب نعمة الحاج رئيساً لها والدكتور أبو شادي أمين سرها وتوقفت هذه الرابطة بعد وفاة أبي شادي عام 1955.